# Loyd Carrier
Der Loyd Carrier war ein kleines, ungepanzertes bzw. leicht gepanzertes Kettenfahrzeug der britischen und Commonwealth-Streitkräfte im Zweiten Weltkrieg, das für den Transport von Truppen und Ausrüstung auf dem Schlachtfeld konzipiert war. Er konnte auch angehängte leichte Geschütze schleppen.

## Entwicklung
Der Hersteller Vivian Loyd & Co, gegründet vom ehemaligen Carden-Loyd-Teilhaber Captain Vivian Loyd, entwickelte das Fahrzeug unter Verwendung vieler technischer Komponenten, die bereits in am Markt erhältlichen Fahrzeugen eingesetzt waren.
Ende 1939 wurde ein Prototyp unter der Bezeichnung Loyd GS Carrier von der Army getestet und als zufriedenstellend bewertet.
Die Truppenerprobung des Loyd Carrier begann 1939 und unter der Bezeichnung Carrier, Tracked, Personnel Carrying bestellte das War Department 200 Fahrzeuge. Die ersten Exemplare waren als Mannschaftstransporter gedacht, die sieben bis acht Soldaten transportieren konnten, doch von Beginn an wurden dem Fahrzeug unterschiedliche Aufgaben mit veränderter Einrichtung und Ausrüstung zugedacht.

## Technische Beschreibung
Ein großer Teil der Antriebskomponenten stammte vom Fordson Thames 7V 15 cwt, einem Lkw von Ford of Britain. Zu diesen gehörten das Chassis, der Motor, das Getriebe, die Antriebswelle und die Frontachse. Die Kette, Antriebsräder und die Laufrollen mit den Horstmann-Aufhängungen waren bereits in anderen leichten britischen Panzern und Tanketten im Einsatz, etwa im Bren Carrier. Doch wurden jeweils zwei Rollenwagen verwendet, so dass das Fahrwerk länger war. Die Bremsanlage mit Bremstrommeln und Bremsbacken wurde speziell für das Fahrzeug entwickelt. Der Motor saß im Fahrzeugheck und auch die Kühlung war nach hinten ausgerichtet. Über das Getriebe wurde die Antriebskraft nach vorne zur Antriebsachse mit den Antriebsrädern übertragen. Sowohl die Antriebsräder vorn als auch die Umlenkrollen am Fahrzeugheck verfügten über Bremsen, wodurch ein Lenken durch Abbremsen der Kette auf einer Seite möglich wurde.
Die Fahrzeugwanne bestand aus Weichstahlplatten, auf denen bei Bedarf BP-Platten (Bullet Proof) an der Front und den Seiten mit Bolzen befestigt werden konnten. Die Ausführung der Panzerung war abhängig vom Verwendungszweck des Fahrzeugs. Der Aufbau umschloss die Front und die Seiten des Fahrzeugs, war aber nach oben und hinten offen, denn die Fahrzeuge waren nicht als Gefechtsfahrzeuge konzipiert worden. Die Besatzung gelangte von hinten links und rechts vom Motor in das Fahrzeug oder musste über die Frontplatte oder die Seitenwände klettern.
Zum Schutz der Besatzung und der Mitfahrenden vor Witterungseinflüssen verfügte das Fahrzeug über Spriegel und eine entsprechende Plane. Der Wetterschutz wurde ab Werk mitgeliefert.

## Produktion
Die ersten Fahrzeuge wurden noch bei Vivian Loyd produziert, doch schnell zeigte sich, dass es nötig war, die Fertigung an leistungsfähigere Unternehmen auszulagern. So wurden bei Ford Motor Company und Wolseley Motors insgesamt 13.000 dieser Fahrzeuge gefertigt. Doch auch Dennis Brothers Ltd., Aveling & Barford sowie Sentinel Waggon Works wurden zu Herstellern der Loyd Carrier. Es gibt keine ganz präzisen Produktionszahlen für den Loyd Carrier, aber man geht von etwa 26.000 Fahrzeugen aus.

## Einsatz

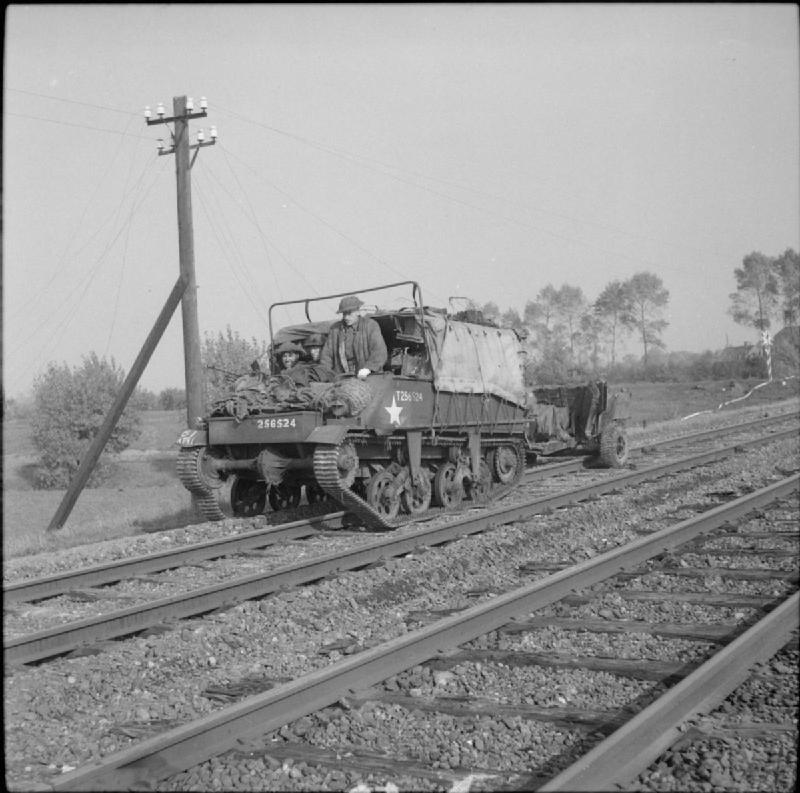
Loyd-Carrier TT mit 57-mm-Pak 6-pdr in den Niederlanden, Oktober 1944

Loyd Carrier waren wegen der Robustheit, dem guten Zugang zu den Baugruppen und der guten Lenkbarkeit des Fahrzeugs bei den Commonwealth-Truppen beliebt.
Hauptsächlich wurde zwischen zwei verbreiteten Typen unterschieden. Dies waren TT (Tracked Towing) und TPC (Tracked Personnel Carrier), die oft bei den Chemical Warfare Companies der Royal Engineers zu finden waren. Während zu Beginn des Krieges immer noch mit dem Einsatz chemischer Kampfstoffe gerechnet wurde, wurden diese Einheiten 1943 aufgelöst oder umgegliedert, um die schweren 4,2-Zoll-Mörser für den Einsatz mit konventioneller Munition in den auf den verschiedenen Kriegsschauplätzen im Einsatz stehenden Infanteriedivisionen frei zu machen. In Kompaniestärke wurden die Fahrzeuge mit den Mörsern den Maschinengewehr-Bataillonen der Infanteriedivisionen zugeteilt oder als Zugfahrzeuge für Panzerabwehrkanonen eingesetzt.
Eine spezielle Version für die Panzerabwehr war der Tractor, Anti-Tank, Mark I, der oft mit der britischen 2-pdr AT Gun eingesetzt wurde. Diese Fahrzeuge ersetzten die in die Jahre gekommenen Light Dragons Mk. II C-D.
Früh in der Entwicklung war die Variante Carriers, Tracked, Starting und Charging, ein Start- und Batterie-Fahrzeug für Panzer und deren Verbände, entwickelt worden.
Für das Royal Corps of Signals entstand die Ausführung Carriers, Tracked, Cable Layer Mechanical, bei der das Fahrzeug für die britischen Nachrichtentruppen mit einer mechanischen Einrichtung als Kabelleger diente.
Die Royal Electrical and Mechanical Engineers nutzten Loyd Carrier als Begleitfahrzeuge für die amerikanischen Caterpiller-D8-Traktoren. Die Loyd-Kettenschlepper dienten dabei als rollende Ersatzteillager.

### Operation Overlord
Besondere Bedeutung gewannen die Loyd Carrier mit dem Beginn der Operation Overlord, der Landung der Alliierten in der Normandie. Die in großer Zahl vorhandenen Fahrzeuge zogen unzählige der britischen mittleren Panzerabwehrgeschütze, Ordnance Quick Firing 6 pounder, über die Schlachtfelder der folgenden Monate, bis die deutschen Streitkräfte kapitulierten. Die Kriegsberichter jener Zeit haben den Einsatz dieser Fahrzeuge gut dokumentiert.

### Nachkriegsverwendung
Die belgischen und niederländischen Streitkräfte erwarben nach Kriegsende Loyd TT-Ausführungen von der British Army. Wobei zumindest bei der belgischen Armee eine Wartung bis 1963 erfolgte, da einzelne Motortypenschilder aus diesem Jahr in Fahrzeugen nachgewiesen worden sind. Tatsächlich entwickelten die belgischen Streitkräfte einen Panzerjäger auf dem Loyd Fahrgestell, den CATI 90. Die Bezeichnung steht für Canon antitank d'infanterie automoteur 90mm. Eine Selbstfahrlafette die von 1954 bis 1962 im Einsatz war. Je zwei Fahrzeuge, ein CATI 90 und ein Loyd Carrier als Munitionsfahrzeug bildeten in Infanterieeinheiten einen Panzerjäger-Trupp.
Einzelne Fahrzeuge wurden nach dem Krieg an Privatleute abgegeben und im landwirtschaftlichen Umfeld genutzt. Ausgemusterte belgische Fahrzeuge endeten als Hartziel auf den Truppenübungsplätzen der belgischen Streitkräfte.

## Ausführungen
Durch die Vielzahl der an der Fertigung beteiligten Firmen ergaben sich unterschiedliche Modelle, die zur Differenzierung unterschiedlich benannt wurden.
Zum einen erfolgt eine Unterscheidung aufgrund des Motorenlieferanten:
- No. 1 - britischer Ford V8 Motor mit Getriebe
- No. 2 - US-amerikanischer Ford V8 Motor mit Getriebe
- No. 3 - kanadischer Ford Canda V8 Motor mit Getriebe[2]

Kombinierbar war das ganze mit einem von zwei verfügbaren Bremssystem:
- Mark I - kennzeichnete das Bendix - Bremssystem
- Mark II - kennzeichnete das Girling - Bremssystem

Es gab einige experimentelle Umbauten auf Basis des Loyd Carrier.